# دفتر امور حقوقی سازمان ملل
دفتر امور حقوقی سازمان ملل متحد(به انگلیسی: United Nations Office of Legal Affairs) یک دفتر ملل متحد است که هم‌اکنون توسط معاون دبیرکل امور حقوقی و مشاور حقوقی سازمان ملل متحد میگل دو سرپا سوارز اداره می‌شود.

## تاریخچه
دفتر امور حقوقی سازمان ملل متحد که در سال ۱۹۴۶ تأسیس شد، خدمات حقوقی یک مرکز واحد را برای دبیرخانه اصلی و ارگانهای دیگر سازمان ملل ارائه می‌دهد و در پیشرفت و تدوین تدریجی قوانین بین‌المللی و تجارت بین‌المللی نقش دارد. مطابق ماده ۱۰۲ منشور سازمان ملل، OLA ثبت ، انتشار و خدمت به عنوان سپرده گذاری معاهدات بین‌المللی. این دفتر همچنین در جهت تقویت تقویت و توسعه و همچنین اجرای مؤثر نظم حقوق بین‌المللی برای دریاها و اقیانوس‌ها فعالیت دارد. 

## واحدها
این دفتر از شش بخش تشکیل شده‌است:
- دفتر مشاوره حقوقی (OLC)
- بخش حقوقی عمومی (GLD)
- بخش کدگذاری (COD)
- بخش امور اقیانوس و حقوق دریاها (DOALOS)
- بخش حقوق تجارت بین‌الملل (ITLD)
- بخش معاهده (مدت).

## پیمانها
دفتر امور حقوقی، از طریق بخش پیمان خود، وظایف سپرده گذاری دبیرکل را تحت بیش از ۵۶۰ معاهده چند جانبه، از جمله نامه‌ها و دریافت امضاها و اسناد تصویب، الحاق و غیره انجام می‌دهد. مسئول ثبت و انتشار معاهدات و موافقت نامه‌های بین‌المللی طبق ماده ۱۰۲ منشور سازمان ملل است. 
پس از تصویب آنها، معاهدات و همچنین اصلاحات آنها باید طبق روال رسمی رسمی سازمان ملل متحد، طبق دفتر امور حقوقی، از جمله امضای، تصویب و لازم‌الاجراء، عمل کنند.